# ¡Uno!
¡Uno! er Green Days niende studiealbum og er første del i deres album-trilogi ¡Uno!, ¡Dos! og ¡Tré!. Albummet blev udgivet 21. september 2012.
Den første single, "Oh Love", blev udgivet mandag den 16. juli på Green Days hjemmeside. Næste single fra albummet var "Kill the DJ", der blev udgivet 14. august. Den tredje single, der blev udgivet, var "Let Yourself Go" den 5. september 2012. Bandet uploadede senere hen tre videoer på deres officielle YouTube, hvor de spillede "Nuclear Family", "Stay The Night" og "Troublemaker".

## Numre
Al lyrik skrevet af Billie Joe Armstrong, al musik komponeret af Armstrong, Mike Dirnt, Jason White og Tre Cool.
| Nr.           | Titel             | Længde |
| ------------- | ----------------- | ------ |
| 1.            | "Nuclear Family"  | 3:03   |
| 2.            | "Stay the Night"  | 4:36   |
| 3.            | "Carpe Diem"      | 3:25   |
| 4.            | "Let Yourself Go" | 2:57   |
| 5.            | "Kill the DJ"     | 3:41   |
| 6.            | "Fell for You"    | 3:08   |
| 7.            | "Loss of Control" | 3:07   |
| 8.            | "Troublemaker"    | 2:45   |
| 9.            | "Angel Blue"      | 2:46   |
| 10.           | "Sweet 16"        | 3:03   |
| 11.           | "Rusty James"     | 4:09   |
| 12.           | "Oh Love"         | 5:03   |
| Total længde: | Total længde:     | 41:44  |